# 葡萄牙廣播電視台

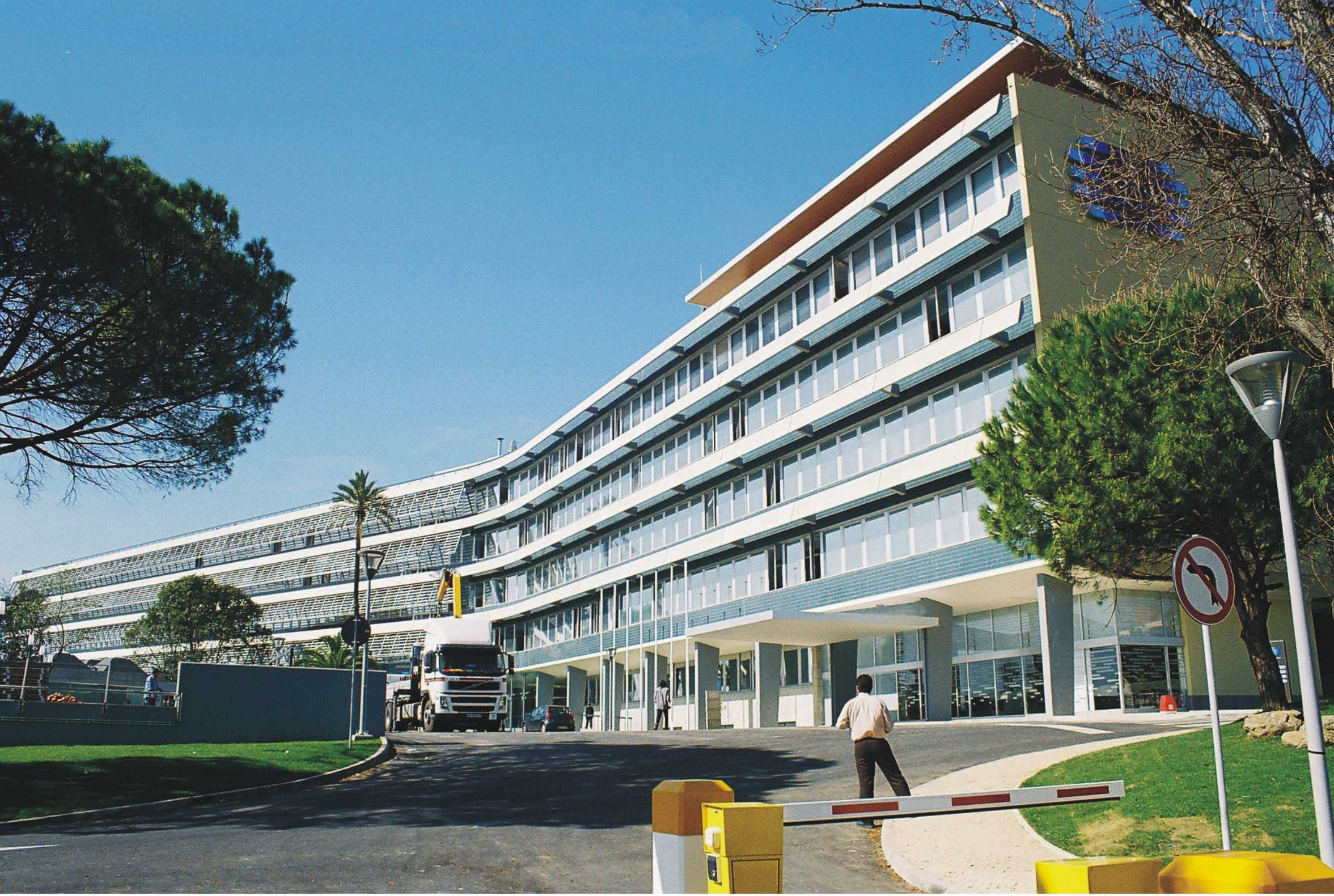
葡萄牙广播电视台总部设在里斯本

葡萄牙廣播電視台（葡萄牙語：Rádio e Televisão de Portugal）是葡萄牙的國家廣播電視台。它设有4个地面电视频道和三个国家电台频道，以及一些卫星和电缆产品。
葡萄牙广播电视台是一个国有企业，收入來源包括电视广告收入，政府补贴和影音贡献税（Taxa de contribuição audiovisual）與電費一共付繳。

## 广播频道
- Antena 1（英语：Antena 1 (Portugal)）：综合频道，播出新闻、谈话、体育节目和葡语音乐
- Antena 2（英语：RDP Antena 2）：播出文化节目和古典、世界音乐
- Antena 3（英语：RDP Antena 3）：主要对象为年轻人，播出流行音乐
- RDP Internacional（英语：RDP Internacional）：国际频道
- RDP África（英语：RDP África）：针对非洲葡语地区播出的国际频道
- Rádio Lusitania：数码频道，主要播出葡语音乐
- Rádio Vivace：数码频道，主要播出古典音乐
- Rádio ZigZag：数码频道，主要播出儿童节目
- Antena 1 Fado：数码频道，主要播出法朵音乐
- Antena 1 Memória：数码频道，重播经典节目
- Antena 1 Vida：数码频道
- Antena 2 Ópera：数码频道，主要播出歌剧音乐
- Antena 2 Jazzin：数码频道，主要播出爵士乐

以下为Antena 1的地区频道：
- RDP Norte（北部大區）
- RDP Centro（中部大區）
- RDP Lisboa（里斯本大區）
- RDP Sul（阿爾加維）
- RDP Açores（亚速尔群岛）
- RDP Madeira（马德拉群岛）

## 电视频道
- RTP1：综合频道，播出新闻资讯及谈话节目、剧集及电影
- RTP2：播出文化、纪实、儿童节目
- RTP3：24小时新闻频道
- RTP Memória（英语：RTP Memória）：重播经典节目
- RTP Madeira（英语：RTP Madeira）：在马德拉群岛播出的频道，以替代RTP1
- RTP Açores（英语：RTP Açores）：在亚速尔群岛播出的频道，以替代RTP1
- RTP África（英语：RTP África）：针对非洲葡语地区播出的国际频道，在部分非洲国家有转播
- RTP Internacional：国际频道，在部分葡语地区有转播（如澳门的澳视葡文台）